# Sielsowiet wierchnieczesnoczeński
Sielsowiet wierchnieczesnoczeński (ros. Верхнечесноченский сельсовет) – jednostka administracyjna (osiedle wiejskie) wchodząca w skład rejonu wołowskiego w оbwodzie lipieckim w Rosji.
Centrum administracyjnym sielsowietu jest wieś (ros. село, trb. sieło) Niżnieje Czesnocznoje.

## Geografia
Powierzchnia sielsowietu wynosi 73,05 km².

## Historia
Status i granice sielsowietu zostały określone ustawami obwodu lipieckiego nr 114 i nr 126 z roku 2004.

## Demografia
W 2018 roku sielsowiet zamieszkiwało 582 mieszkańców.

## Miejscowości
W skład sielsowietu wchodzą miejscowości: Niżnieje Czesnocznoje, Bacewka, Bolszowskije Wysiełki, Jużnyj, Kulikowka, Małaja Gorczakowka, Priedtieczewka, Siergiejewka, Wierchnieje Czesnocznoje, Wołowskij 1-yj, Wołowskij 2-oj.